# Tiago Machado
Tiago José Pinto Machado (Vila Nova de Famalicão, 18 ottobre 1985) è un ex ciclista su strada portoghese con caratteristiche di scalatore e cronoman.

## Carriera
Machado passò professionista nel 2005 con la piccola squadra portoghese Madeinox-Boavista. Nei due anni seguenti vinse la prova a cronometro riservata agli Under-23 dei campionati portoghesi di ciclismo su strada, oltre ad ottenere alcuni piazzamenti in piccole corse locali.
Nel 2008, dopo essersi piazzato secondo in entrambe le prove per la categoria élite dei campionati portoghesi, conseguì la sua prima vittoria da professionista, il Grande Prémio Internacional de Torres Vedras, mentre l'anno dopo divenne campione nazionale a cronometro e si piazzò secondo nella Vuelta a Asturias. Grazie a queste prestazioni, fu ingaggiato per la stagione 2010 dalla neonata formazione statunitense Team RadioShack creata da Lance Armstrong. Durante la stagione vinse una tappa del Circuit de la Sarthe che chiuse in seconda posizione ed ottenne vari piazzamenti in corse del calendario ProTour, tra i quali un sesto posto al Tour de Romandie.
Nella prima parte della stagione 2011 ottenne piazzamenti di rilievo come un settimo posto alla Tirreno-Adriatico e un secondo al Giro del Trentino dietro solo a Michele Scarponi.

## Palmarès
- 2006 (Carvalhelhos - Boavista, una vittoria)

Campionati portoghesi, Prova a cronometro Under-23
- 2007 (Riberalves - Boavista, una vittoria)

Campionati portoghesi, Prova a cronometro Under-23
- 2008 (Madeinox - Boavista, una vittoria)

Classifica generale GP Internacional de Torres Vedras
- 2009 (Madeinox - Boavista, una vittoria)

Campionati portoghesi, Prova a cronometro
- 2010 (RadioShack, una vittoria)

2ª tappa, 2ª semitappa Circuit de la Sarthe
- 2014 (Team NetApp - Endura, una vittoria)

Classifica generale Giro di Slovenia

### Altri successi
- 2006 (Carvalhelhos - Boavista)

Classifica giovani Volta ao Algarve
- 2007 (Riberalves - Boavista)

Classifica giovani Volta ao Algarve
Classifica giovani Giro del Portogallo
Classifica giovani GP Internacional de Torres Vedras
- 2008 (Madeinox - Boavista)

Classifica giovani Giro del Portogallo
- 2009 (Madeinox - Boavista)

Classifica giovani Volta ao Algarve
- 2010 (RadioShack)

Classifica giovani Critérium International
- 2013 (RadioShack - Leopard)

Classifica scalatori Tour de Wallonie

## Piazzamenti

### Grandi Giri
- Giro d'Italia

2011: 19º
2013: 35º
- Tour de France

2014: 72º
2015: 72º
2017: 74º
- Vuelta a España

2011: 31º
2012: 40º
2015: 36º
2016: 85º
2018: 79º

### Classiche monumento
- Liegi-Bastogne-Liegi

2014: 17º
2015: 50º
2016: ritirato
2017: 64º
- Giro di Lombardia

2011: ritirato
2014: 18º

### Competizioni mondiali
- Campionati del mondo

Madrid 2005 - In linea Under-23: 53º
Madrid 2005 - Cronometro Under-23: 30º
Salisburgo 2006 - Cronometro Under-23: 46º
Varese 2008 - Cronometro Elite: ritirato
Mendrisio 2009 - Cronometro Elite: 54º
Toscana 2013 - Cronometro Elite: 39º
Toscana 2013 - In linea Elite: 36º
Ponferrada 2014 - Cronometro Elite: 11º
Ponferrada 2014 - In linea Elite: 54º
Bergen 2017 - Cronosquadre: 9º
Bergen 2017 - In linea Elite: 64º
Innsbruck 2018 - In linea Elite: ritirato

### Competizioni europee
- Campionati europei

Mosca 2005 - In linea Under-23: 62º
Valkenburg 2006 - In linea Under-23: 38º
Plumelec 2016 - In linea Elite: 59º
Herning 2017 - Cronometro Elite: 11º
Herning 2017 - In linea Elite: 35º
Glasgow 2018 - Cronometro Elite: 18º
Glasgow 2018 - In linea Elite: ritirato